# 天龍村図書館
天龍村図書館（てんりゅうむらとしょかん）は、長野県下伊那郡天龍村平岡1234-1の天龍村文化センターなんでも館にある公共図書館。

## 歴史
1994年（平成6年）3月18日開館。

## 特徴
郷土資料については、天竜川に関する図書や、霜月神楽などの民俗芸能に関する図書の収集に重点を置いている。

## 利用案内
開館時間
- 10時から18時

休館日
- 月曜日、祝日、月末日、年末年始

交通アクセス
- JR飯田線平岡駅から徒歩2分
- 駐車場30台